# إندوميتاسين
إندوميتاسين (INN وBAN) أو إندوميثاسين هو مضاد لاستيرويدي للإلتهاب، يستخدم عادةً كخافض للحرارة، مسكّن للألم، تقليل التيبّس والتورّمات. يعمل عن طريق تثبيط عمل البروستاجلاندينات، وهي جزئيات تتسبب في إحداث هذه الأعراض. يتم تسويقه تحت أكثر من اثنا عشر اسم تجاري مختلف.

## الاستخدامات الطبية
يستخدم الإندوميثاسين للأغراض الطبية التالية:
- التهاب الفقار المقسط (التهاب الفقرات التصلبي).
- التهاب المفاصل والنقرس.
- متلازمة بارتر.
- التهاب الجراب.
- وُجودُ الغلُوبوُلِيناتِ البَرْدِيَّةِ في الدَّم.
- اضطرابات عسر الطمث.
- الصداع الناتج عن الإجهاد.
- الحمّى والألم المرتبطان بأمراض ورَميّة، (الحمّى الرمتبطة بوجود ورم في الكبد، ورم حُبَيبي ليمفي).
- الشقيقة المستمرة.[10][11][12]
- الصداع الناتج عن النوم.[13]
- التهاب المفاصل لدى الأحداث.
- الصداع النصفي (الشقيقة).[14]
- القناة الشريانية السالكة.[15]
- مرض السكري الكاذب الناشئ عن خلل في الكلية (البروستاجلاندينات تمنع عمل الهرمون المضاد لإدرار البول في الكلى).
- هشاشة العظام.
- مرض باجيت في العظام.
- انعدام شق المخ الانتيابي.
- التهاب التامور (التهاب غلاف القلب).
- النقرس الكاذب.
- صداع الوخز الأولي.[13]
- التهاب المفاصل الصدفية.
- التهاب المفاصل التفاعلي.
- المغص الكلوي (بسبب وجود حصى في الكلي).
- اعتلال الشبكية الناتج عن الولادة المبكرة.
- التهاب المفاصل الروماتويدي.
- التهاب الأوتار.
- صداع العصب التوأمي الثلاثي المستقل.
- الصداع الناتج عن مناورة فالسالفا.[المناورة أو الحركة التي يتم تنفيذها بمحاولة قويّة للحث على عملية الزفير بشكل مُضاد للمجاري التنفسية المُغلقة ويتم ذلك باغلاق فم المريض وتحويلة الانف].

يستخدم الإندوميثاسين أيضا لتأخير الولادة المبكرة، لتقليل السائل الذي يحيط بالجنين في حالة التهاب السلى، ولإغلاق القناة الشريانية السالكة.
يعتبر الإندوميثاسين دواء قوي ذو أعراض جانبية خطيرة، ويجب عدم استخدامه كمسكّن للألم في حالات الألم أو الحمّى الخفيفة. يتم وصف هذا الدواء غالبًا كمضاد للالتهاب لا كمسكّن. يؤثر استخدام الإندوميثاسين على الوارفارين؛ وينتج عن هذا زيادة الوقت اللازم لحدوث تخثر الدم.

## موانع الاستخدام
- قرحة هضمية متزامنة.
- وجود حساسية تجاه الإندوميتاسين، الأسبيرين، أو أي من أدوية مضادات الالتهاب اللاستيرويدية.
- المرضى بالجيوب الأنفية مرتبطة ب وذمة وعائية ناتجة عن مضادات التهاب سترودية أُخرى.
- الأطفال تحت عمر سنتان، (أو حديثي الولادة المتوقع وجود قناة شريانية سالكة لديهم).
- مرضى الكبد أو الكلى ذوي الحالات الحادة.
- تحذير: وجود أي ضرر لدى المريض في نخاع العظم (تكرار فحوص تعداد خلايا الدم مطلوب).
- تحذير: حدوث نزيف مجهول السبب (الإندوميتاسين يمنع تكدّس صفائح الدم).
- تحذير: مرضى الصرع، مرض باركنسون، وجود أي اضطرابات نفسيّة (قد يجعل الإندوميتاسين الحالة أسوأ).[16]
- استخدام مدرات البول الموفّرة للبوتاسيوم.
- مرضى القناة الشريانية السالكة الناتج عن خلل في عضلة القلب (تبدُّل الأوعية الدموية الكبرى).
- ارتفاع ضغط الدم.
- استخدام أدوية الليثيوم.

## الآثار السلبية
يثبّط الإندوميتاسين عمل إنزيمات الأكسدة الحلقية 1 [الإنجليزية] و2 [الإنجليزية], ونتيجة لذلك فهو يثبط إفراز البروستاجلاندينات في كل من المعدة والأمعاء، التي بدورها تحافظ على الطبقية المخاطية المبطنة للقناة الهضمية. الإندوميتاسين (كغيره من مثبطات انزيمات الاكسدة الحلقية) يسبب قرحة معديّة. قد تؤدي هذه القرحة إلى حدوث نزيف و/أو انثقاب قد يتطلبان إدخال المريض إلى المستشفى.
لتقليل احتمالية الإصابة بالقرحة يجب وصف الإندوميتاسين بأقل جرعة تحقق الهدف العلاجي المطلوب، عادة بين 50-200 ملليغرام يوميًا. يجب أن يؤخذ دائمًا مع وجبة الطعام. تقريبًا؛ كل المرضى الذين يستخدمون الإندوميتسين، يأخذونه مع أدوية مضادة للقرحة (مضادات الحموضة بجرعات عالية، رانيتيدين 150 ملليغرام قبل النوم أو، أوميبرازول 20 ملليغرام قبل النوم).
اضطرابات أخرى في القناة الهضمية مثل عسر الهضم، حرقة في المعدة، والإسهال تعتبر أقل خطورة ونادرًا ما تتطلب إيقاف الإندوميتاسين.
العديد من أدوية مضادات الالتهاب اللاستيرويدية، خصوصًا الإندوميتاسين، تسبب احتباس الليثيوم نتيجة لتقليل لإفرازه لخارج الجسم عن طريق الكلى. لذلك يعاني المرضى الذين يتناولون الإندوميتاسين من خطر أعلى لحدوث سُميّة ناتجة عن ارتفاع تركيز الليثيوم في الدم.
للمرضى الذين يتناولون الليثيوم (لعلاج الإكتئاب، أو اضطراب ثنائية القطب)، يتم استخدام مسكنات أقل سُمية، مثل الأسبرين والسولينداك.
الإندوميتاسين يزيد من نشاط هرمونات الرينين والألدوستيرون في البلازما، ويزيد من احتباس الصوديوم والبوتاسيوم في الدم. أيضًا؛ يعزّز الإندوميتاسين عمل الفاسوبريسين. مما قد يؤدي إلى:
- وذمة (انتفاخات ناتجة عن احتباس السوائل).
- ارتفاع تركيز البوتاسيوم في الدم.[17]
- ارتفاع تركيز الصوديوم في الدم.
- ارتفاع ضغط الدم.

قد يسبب الإندوميتاسين أيضًا ارتفاع مستويات الكرياتينين في الدم مما يسبب ضرر أكبر للكلى مثل الفشل الكلوي الحاد، التهاب الكلى المزمن، أو المتلازمة الكلويّة. هذه الحالات غالبًا ما يصاحبها حدوث وذمة وارتفاع البوتاسيوم في الدم.
عادةً، يسبب الإندوميتاسين صداع (نسبة 10-20%), أحيانًا يرافقها دوار، فقدان السمع، طنين الأذن، عدم وضوح الرؤيا (قد يرتبط أو لا يرتبط بحدوث ضرر في شبكية العين).
قد يزيد الإندوميتاسين الحالة سوءًا عند مرضى باركنسون، الصرع، الاضطرابات النفسية، ولكنها غير مثبتة.
حالات الصدمة التي تهدد الحياة (مثل الوذمة الوعائية، التعرق، انخفاض ضغط الدم، عدم انتظام دقات القلب، تشنج في القصبات الهوائية)، حالة حادة أو مميتة من التهاب الكبد، أضرار كبيرة في نخاع العظم، جميعها حالات تم التبليغ عنها. تفاعلات الجلد والحساسية للضوء من التأثيرات الجانبية الممكنة.
نسبةً لتأثيره الخافض للحرارة، قد يغطي الإندوميتاسين على الأعراض السريرية المتمثلة بارتفاع درجة الحرارة بحال وجود عدوى خطيرة.
قد يسبب مرض الذهان بحالات الاستخدام لفترات طويلة.
نظرًا لحدة وتكرار الأعراض السلبية، ووجود بدائل أقل ضررًا، يعتبر الإندوميتاسين خيار العلاج الثاني، استخدامه لعلاج النقرس أو آلام عسر الطمث يعد جيدًا، لأن هذه الحالات تتطلب استخدام الإندوميتاسين لعدة أيام فقط، مما يجنب المريض التعرض لآثاره السلبية.
يجب أن يخضع المريض الذي يتناول الإندوميتاسين لفحص جسدي دوري للتحقق من وجود أي وذمات أو أعراض خلل في الجهاز العصبي المركزي. يجب أيضًا أن يتم إجراء فحص لضغط الدم.
إجراء قياسات دورية لتراكيز الأيونات في الدم (الصوديوم والبوتاسيوم والكلور)، تعداد كامل خلايا الدم، تقدير عمل ونسب إنزيمات الكبد، والكيرياتنين (لتقدير وظائف الكلية). خصوصًا إذا تم وصف الإندوميتاسين لمريض يتناول مدرات البول المثبطة للإنزيم المحول للأنجيوتنسين، أو مدرات البول الحابسة للبوتاسيوم، لأن هذه الأدوية مع الإندوميتاسين قد تسبب ارتفاع نسب البوتاسيوم في الدم و/أو فشل كلوي حاد.
لا حاجة لإجراء أي من هذه الفحوص بحال استخدام الإندوميتاسين على هيئة جِل أو بخاخ، وانظر أيضا الي مقال مضادات التهاب لاستيرويدية

## السميََة
الإندوميتاسين يسبب سُمِيّة عالية حادة للحيوان (في الفئران 12 ملليغرام/كيلوغرام)، والإنسان على حد سواء. لا يوجد معلومات دقيقة عن سميته لدى الإنسان. لكن تم الإخبار عن حالات مميتة عند الأطفال والبالغين.
بشكلٍ عام: الجرعة الزائدة تسبب الدوار، النعاس، صداع حاد، تشويش ذهني، تنمّل، خدر في الأطراف، استفراغ وغثيان. يحتمل أيضًا حدوث نزيف حاد في القناة الهضمية.
وذمة دماغية وسكتة قلبية مميتة تم تقرير حصولها عند بعض الأطفال.
علاج السمية يتم بناء على وجود أعراض السمية، كما في الدايكلوفيناك، يجب أخذ احتمالية حدوث أعراض في القناة الهضمية بعين الاعتبار.
خطر الجرعة الزائدة عند أخذها على شكل جل أو بخاخ قليل جدًا.

## طريقة العمل
الإندوميتاسين هو مثبط غير انتقائي لإنزيمات الأكسدة الحلقية 1 و2, وهي إنزيمات تساعد على تصنيع البروستاغلاندينز من حمض الآراكيدونيك. البروستاجلاندينات هي مركبات تشبه الهرمونات توجد بشكل طبيعي في الجسم، لها تأثيرات متعددة، منها: الالتهاب، الحمى، ارتفاع درجة الحرارة.
تسبب البروستاغلاندينات انقباضات الرحم عند المرأة الحامل، الإندوميتاسين يعتبر عامل مخاضي مؤثر، قادر على تأجيل الولادة المبكرة عن طريق التقليل من انقباضات الرحم، بواسطة تثبيط لإفراز البروستاجلاندينات في الرحم، وربما عن طريق إغلاق قنوات الكالسيوم [الإنجليزية].
الإندوميتاسين يمتلك بالإضافة إلى ذلك طريقتان أخريان للعمل لهما اهمية سريرية:
- يمنع حركة كريات الدم البيض متعددة النوى، تمامًا مثل الكولشيسين.
- يثبّط عملية الفسفرة المؤكسدة في الميتوكندريا الغضروفية (والكبديّة أيضًا)، تمامًا متل الساليسيليت.

هاتان الطريقتان تسببان تأثير الإندوميتاسين المضاد للالتهاب والمسكن للألم.
الإندوميتاسين يستطيع عبور غشاء المشيمة، ويقلل من إفراز البول لدى الجنين لعلاج مرض الإستسقاء السلوي.
يتم ذلك عن طريق تقليل تدفق الدم للكلى وزيادة مقاومة الأوعية الدموية الكلويّة، غالبا عن طريق زيادة إفراز الفاسوبريسين في كلى الجنين.

## تاريخ
تم اكتشاف الإندوميتاسين في عام 1963, وتم إثبات استخدامه في الولايات المتحدة عن طريق منظمة الغذاء والدواء في عام 1965.
طريقة عمله، وغيره من مضادات الالتهاب اللاسترويدية التي تثبط عمل إنزيمات الأكسدة الحلقية، تم وصفها في عام 1971.

## الحركية الدوائية
- انظر مقال مضادات التهاب لاستيرويدية